# Gouffre de la Pierre St. Martin
Gouffre de la Pierre St. Martin (také Gouffre Lépineux nebo Sima de San Martín) je jeskyně ve Francii, vytvořená v křídovém vápenci v krasové oblasti Massif de Larra-Belagua. Nachází se u obce Arette v Pyrenejích nedaleko španělské hranice v nadmořské výšce přes 1700 m. Objevili ji koncem devatenáctého století Eugène Fournier a Édouard-Alfred Martel, v roce 1951 ji prozkoumali Georges Lépineux a Haroun Tazieff. Systém chodeb dosahuje hloubky 1410 metrů a jeho celková délka se odhaduje na 125 km. V hloubce sedmi set metrů se nachází největší jeskynní sál La Verna, který měří v průměru 245 metrů a dosahuje výšky stropu 194 m, v roce 2003 se v něm uskutečnil let horkovzdušným balónem. V roce 2008 byla na zdejší ponorné řece postavena hydroelektrárna. Od roku 2010 je část chodeb zpřístupněna jako turistická atrakce.

## Externí odkazy

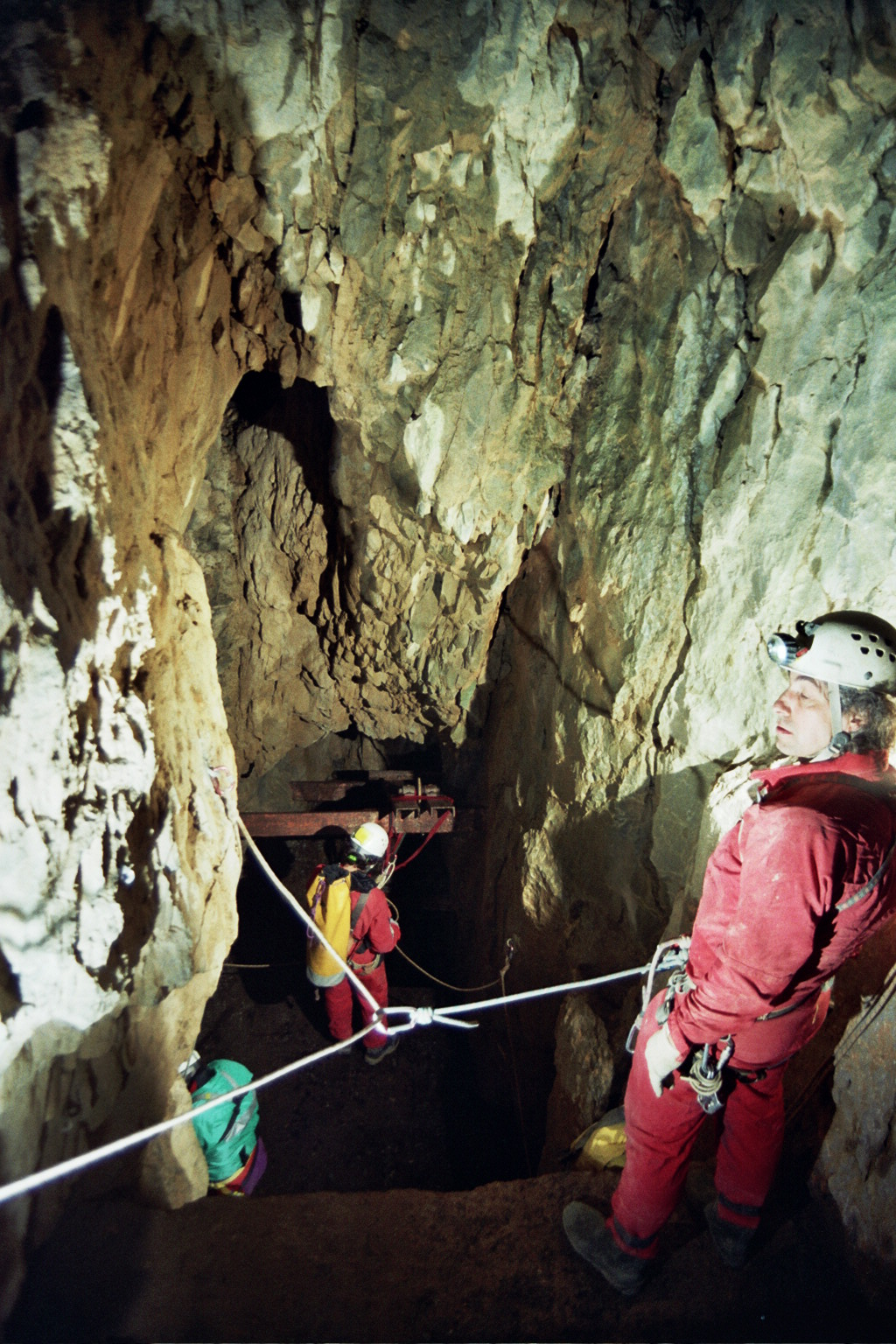